# Abul-Abbas

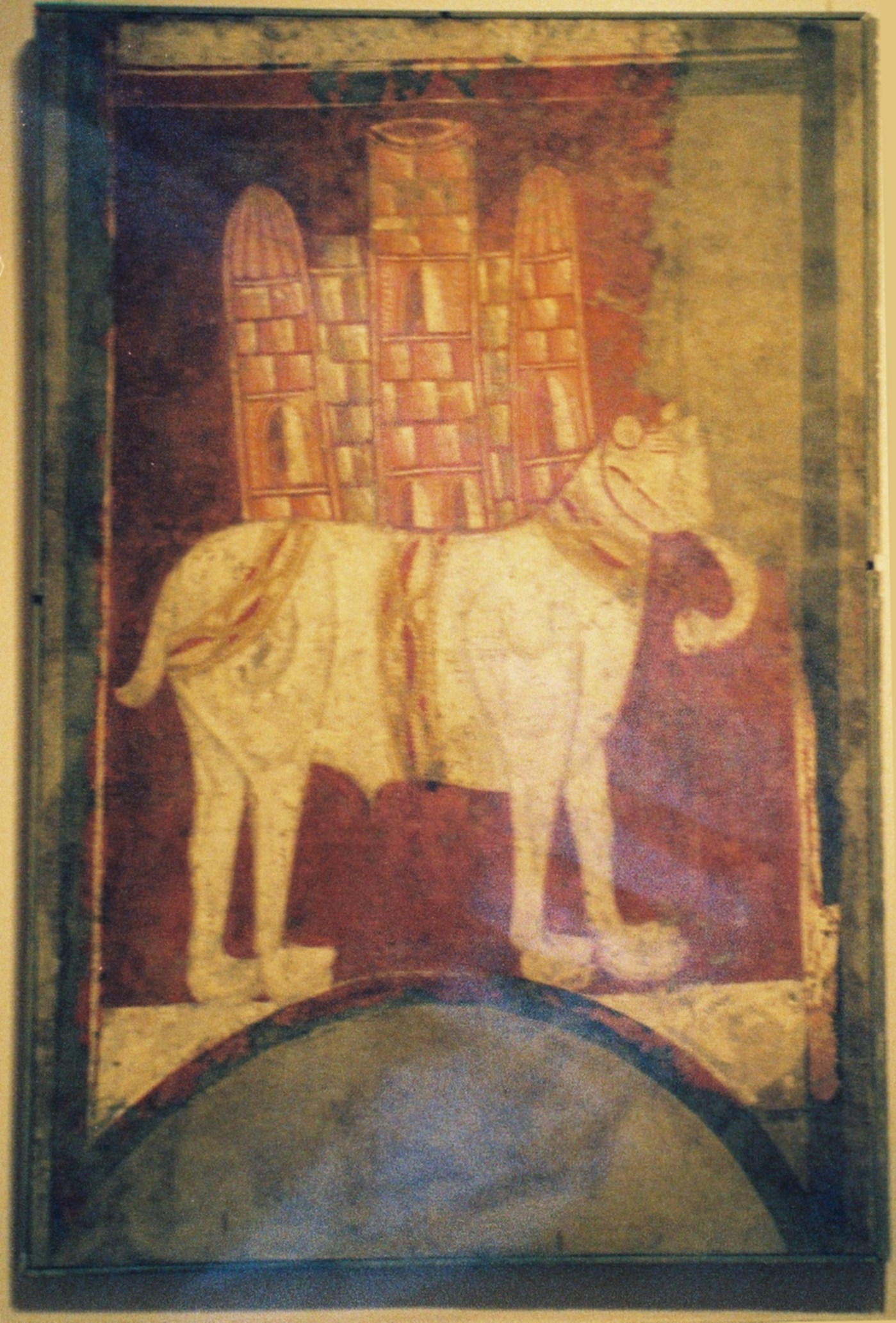
Fresco van een witte krijgsolifant. Spanje, 11de eeuw.

Abul-Abbas, ook wel Abul Abaz of Abulabaz genoemd, was een Indische olifant die in 797 door Haroen ar-Rashid werd geschonken aan Karel de Grote. De naam en de activiteiten van de witte olifant binnen het Karolingische rijk staan beschreven in de Annales Regni Francorum. Ook in Einhards Vita Karoli Magni wordt melding gemaakt van het dier. In de Abbasidische annalen is echter geen bewijs te vinden voor het geschenk of zelfs van enige interactie met Karel de Grote, mogelijk omdat Rashid hem als een onbelangrijk heerser beschouwde.
In 797 zond Karel de Grote de Joodse gezant genaamd Isaac naar Haroen ar-Rashid, de kalief van Bagdad. Vijf jaar later, op 20 juli 802, keerde hij te Aken terug van zijn reis. Hij bracht als geschenken een wateruurwerk, zijden stoffen en olifant Abul-Abbas mee. Abul-Abbas werd gestald te Augsburg (in wat tegenwoordig Beieren is). 
In 804 viel de Deense koning Gudfred een handelsdorpje nabij Denemarken aan. Karel de Grote zond troepen en ook Abul-Abbas zou bij deze gevechten als krijgsolifant meegevochten hebben. 
Abul-Abbas stierf in 810 aan de gevolgen van een longontsteking, waarschijnlijk nadat hij in de Rijn had gezwommen. In de kathedraal van Aken wordt nog een ivoren hoorn bewaard, waarvan er gezegd wordt dat die afkomstig zou zijn van Abul. Volgens enkele bronnen was Abul-Abbas een albino.